# Лёрнер, Георг
Георг Николаус Лёрнер (нем. Georg Nikolaus Lörner; 17 февраля 1899, Мюнхен, Германская империя — 21 апреля 1959, Раштатт, ФРГ) — группенфюрер СС и генерал-лейтенант войск СС. На Нюрнбергском процессе по делу Главного административно-хозяйственного управления СС Лёрнеру было предъявлено обвинение, и он был осуждён за военные преступления.

## Биография
Георг Лёрнер родился 17 февраля 1899 года в семье слесаря. С августа 1916 по июнь 1917 года работал в банке. Участвовал в Первой мировой войне, проходил подготовку в качестве пулеметчика в 1-м королевском баварском пехотном полку «Король» и в начале июня 1918 года был направлен на Западный фронт в 19-й запасной пехотный полк. После ранения в колено с июля 1918 до 30 августа 1919 года находился в лазаретах Ретеля, Рудольштадта и Мюнхена. Впоследствии демобилизовался в звании ефрейтора.
Лёрнер учился в высшем торговом училище и в июле 1921 года получил диплом коммерсанта. До конца декабря 1922 года работал в коммерцбанке в Мюнхене. Лёрнер был коммерческим директором в фирме по производству металлоконструкций, принадлежавшей его брату до того как в феврале 1930 года компания закрылась по экономическим причинам. До июля 1932 года оставался безработным.
С 1928 по 1931 год состоял в Баварской народной партии. 1 ноября 1931 года вступил в НСДАП (билет № 676772). 11 июля 1932 года был зачислен в ряды СС (№ 37719). С мая 1935 года служил в административном управлении СС в Мюнхене, где отвечал за снабжение ведомства оборудованием  и одеждой. В апреле 1939 года возглавил бюджетное управление в главном бюджетно-строительном управлением СС, где также был заместителем Освальда Поля. С июля 1941 года совместно с Полем руководил деятельностью экономических предприятий СС.
С 1 февраля 1942 года был руководителем управленческой группы B (войсковое хозяйство) в Главном административно-хозяйственном управлении СС (ВФХА). 16 сентября 1943 года стал заместителем руководителя ВФХА Освальда Поля. Лёрнер был одним из основателей предприятия Ostindustrie GmbH в Люблине, которое было создано для разграбления имущества евреев и эксплуатации еврейских рабочих до их последующей гибели. 20 января 1945 года был переведён в административное управление сухопутных войск, где прослужил четыре месяца.
После ареста Лёрнеру и 17 другим служащим ВФХА было предъявлено обвинение американским военным трибуналом  на Нюрнбергском процессе по делу Главного административно-хозяйственного управления СС. Лёрнеру вменялось в вину организационное участие в преступлениях в концлагерях. 3 ноября 1947 года был признан виновным в военных преступлениях, преступлениях против человечества и членстве в преступных организациях и приговорён к смертной казни. В августе 1948 года смертный приговор был заменён пожизненным заключением. В 1951 году срок заключения был сокращён до 15 лет. 31 марта 1954 года был освобождён из Ландсбергской тюрьмы.